# Зинциг
Зинциг (њем. Sinzig) град је у њемачкој савезној држави Рајна-Палатинат. Једно је од 74 општинска средишта округа Арвајлер. Према процјени из 2010. у граду је живјело 17.558 становника. Посједује регионалну шифру (AGS) 7131077.

## Географски и демографски подаци
Зинциг се налази у савезној држави Рајна-Палатинат у округу Арвајлер. Град се налази на надморској висини од 90 метара. Површина општине износи 41,0 km². У самом граду је, према процјени из 2010. године, живјело 17.558 становника. Просјечна густина становништва износи 428 становника/km².

## Међународна сарадња
| Мјесто | Држава    | Врста сарадње | Од    |
| ------ | --------- | ------------- | ----- |
|        | Француска | партнерство   | 1966. |
| Извор  |           |               |       |